# Национальный аквариум в Балтиморе
Национальный Аквариум (ранее известный как Национальный аквариум в Балтиморе) — некоммерческий общественный аквариум, расположенный в 501 Эл Пратт-стрит в Иннер-Харбор районе Балтимора, штат Мэриленд в США. Построенный в период реконструкции Балтимора, аквариум был открыт 8 августа, 1981 года. Аквариум ежегодно посещает 1,5 миллиона человек. Он вмещает более 2 200 000 галлонов воды (8 300 000 литров), и содержит 17 000 образцов, представляющих более 750 видов. В 2003 Национальный Аквариум и независимый Национальный Аквариум в Вашингтоне соединились как в один Национальный Аквариум. Миссия Национального Аквариума состоит в том, чтобы вдохновить сохранение водных сокровищ в мире. Главная цель аквариума — противостоять насущным проблемам, стоящим перед глобальными водными средами обитания через новаторскую науку, сохранение видов и образовательные программы.

## Признание и награды
В 2012 году Национальный Аквариум был назван одним из лучших аквариумов в США по версии канала Travel Channel, а также выиграл народное голосование как один из пяти лучших аквариумов для посещения.